# Le Puits et le Pendule (film, 2009)
Pour les articles homonymes, voir Le Puits et le Pendule.
Pour plus de détails, voir Fiche technique et Distribution.
Le Puits et le Pendule (The Pit and the Pendulum) est un film américain réalisé par David DeCoteau, sorti en 2009. 
Le film s'inspire du roman éponyme d'Edgar Allan Poe.

## Synopsis
Sept étudiants répondent à une annonce pour participer à une expérience pour explorer comment la sensation de douleur peut être éliminée.

## Fiche technique
- Titre complet : Edgar Allan Poe's The Pit and the Pendulum
- Titre français : Le Puits et le Pendule
- Réalisation : David DeCoteau
- Scénario : David DeCoteau d'après le roman d'Edgar Allan Poe
- Production :
- Société de production : Rapid Heart Pictures
- Musique :
- Pays d'origine :  États-Unis
- Langue : anglais américain
- Genre : Thriller
- Lieux de tournage : Los Angeles, Californie, États-Unis
- Durée : 86 minutes
- Date de sortie :
  -  États-Unis 24 avril 2009
  -  France 31 août 2010

## Distribution
- Lorielle New : JB Divay
- Stephen Hansen : Jason
- Bart Voitila : Kyle
- Danielle Demski : Alicia
- Amy Paffrath : Gemma
- Tom Sandoval : Vinnie
- Michael King : Trevor
- Jason-Shane Scott : Julian
- Andrew Bowen : Alan Divay
- Jason Stuart : Dimitri Divay
- Josephine Leah : Margaret
- Greg Sestero : le petit ami d'Alicia